# Corythornis
Corythornis – rodzaj ptaków z podrodziny zimorodków (Alcedininae) w rodzinie zimorodkowatych (Alcedinidae).

## Zasięg występowania
Rodzaj obejmuje gatunki występujące w Afryce.

## Morfologia
Długość ciała 13–14 cm; masa ciała 12–22 g.

## Systematyka

### Etymologia
- Corythornis: gr. κορυς korus, κορυθος koruthos „hełm”; ορνις ornis, ορνιθος ornithos „ptak”[5].
- Ceycoides: rodzaj Ceyx Lacépède, 1799 (zimorodek); gr. -οιδης -oidēs „przypominający”[6]. Gatunek typowy: Alcedo madagascariensis Linnaeus, 1766.
- Ispidella: rodzaj Ispida Brisson, 1760 (zimorodek); łac. przyrostek zdrabniający -ella[7]. Gatunek typowy: Halcyon leucogaster Fraser, 1843.

### Podział systematyczny
Do rodzaju należą następujące gatunki:
- Corythornis madagascariensis (Linnaeus, 1766) – zimorodek madagaskarski
- Corythornis leucogaster (Fraser, 1843) – zimorodek białobrzuchy
- Corythornis cristatus (Pallas, 1764) – zimorodek malachitowy
- Corythornis vintsioides (Eydoux & Gervais, 1836) – zimorodek czarnodzioby